# بويناكسك
بويناكسك (بالروسية: Буйнакск) هي إحدى مدن روسيا في الكيان الفدرالي الروسي داغستان.

## المناخ
يظهر الجدول التالي التغييرات المناخية على مدار السنة لبويناكسك:
| البيانات المناخية لـبويناكسك      | البيانات المناخية لـبويناكسك | البيانات المناخية لـبويناكسك | البيانات المناخية لـبويناكسك | البيانات المناخية لـبويناكسك | البيانات المناخية لـبويناكسك | البيانات المناخية لـبويناكسك | البيانات المناخية لـبويناكسك | البيانات المناخية لـبويناكسك | البيانات المناخية لـبويناكسك | البيانات المناخية لـبويناكسك | البيانات المناخية لـبويناكسك | البيانات المناخية لـبويناكسك | البيانات المناخية لـبويناكسك |
| الشهر                             | يناير                        | فبراير                       | مارس                         | أبريل                        | مايو                         | يونيو                        | يوليو                        | أغسطس                        | سبتمبر                       | أكتوبر                       | نوفمبر                       | ديسمبر                       | المعدل السنوي                |
| --------------------------------- | ---------------------------- | ---------------------------- | ---------------------------- | ---------------------------- | ---------------------------- | ---------------------------- | ---------------------------- | ---------------------------- | ---------------------------- | ---------------------------- | ---------------------------- | ---------------------------- | ---------------------------- |
| متوسط درجة الحرارة الكبرى °م (°ف) | 1.0 (33.8)                   | 1.9 (35.4)                   | 6.4 (43.5)                   | 13.7 (56.7)                  | 20.4 (68.7)                  | 24.8 (76.6)                  | 27.6 (81.7)                  | 26.6 (79.9)                  | 21.6 (70.9)                  | 15.5 (59.9)                  | 8.5 (47.3)                   | 3.7 (38.7)                   | 14.3 (57.8)                  |
| المتوسط اليومي °م (°ف)            | −2.2 (28.0)                  | −1.3 (29.7)                  | 3.0 (37.4)                   | 9.2 (48.6)                   | 15.9 (60.6)                  | 20.2 (68.4)                  | 23.1 (73.6)                  | 22.3 (72.1)                  | 17.1 (62.8)                  | 11.5 (52.7)                  | 5.2 (41.4)                   | 0.7 (33.3)                   | 10.4 (50.7)                  |
| متوسط درجة الحرارة الصغرى °م (°ف) | −5.3 (22.5)                  | −4.4 (24.1)                  | −0.4 (31.3)                  | 4.8 (40.6)                   | 11.4 (52.5)                  | 15.6 (60.1)                  | 18.6 (65.5)                  | 18.0 (64.4)                  | 12.7 (54.9)                  | 7.6 (45.7)                   | 2.0 (35.6)                   | −2.2 (28.0)                  | 6.5 (43.8)                   |
| الهطول مم (إنش)                   | 17 (0.7)                     | 23 (0.9)                     | 22 (0.9)                     | 30 (1.2)                     | 58 (2.3)                     | 65 (2.6)                     | 53 (2.1)                     | 42 (1.7)                     | 51 (2.0)                     | 41 (1.6)                     | 30 (1.2)                     | 19 (0.7)                     | 451 (17.9)                   |
| المصدر: Climate-Data.org          |                              |                              |                              |                              |                              |                              |                              |                              |                              |                              |                              |                              |                              |

## أعلام
- نصر الدين مراد خان
- علي أبو محمد الداغستاني
- سلطان ميغيتينوف